# 2012 AFFスズキカップ (予選)
2012 AFFスズキカップ予選は、ASEANサッカー連盟によって開催される2012 AFFスズキカップの予選大会である。大会は2012年10月5日から10月13日にかけてミャンマーのヤンゴンにて開催され、ASEANサッカー連盟所属のFIFAランキング下位5カ国が参加して行われる。ラウンドロビン方式にて4試合を戦い、上位2カ国が本大会出場権を獲得する。
ブルネイは2009年9月より続いていた国際サッカー連盟による活動停止処分が2011年5月に解けたため、2大会ぶりに東南アジアサッカー選手権に参加する。また、2010 AFFスズキカップにて4位の成績を挙げたフィリピンは今大会はシードされ、代わりにミャンマーが1998年以来の予選参加となった。

## 結果
開催日時は現地時間 (UTC+6:30)による。
| 順 位 | チーム       | 勝 点 | 試 合 | 勝 利 | 引 分 | 敗 戦 | 得 点 | 失 点 | 点 差 |
| ----- | ------------ | ----- | ----- | ----- | ----- | ----- | ----- | ----- | ----- |
| 1     | ミャンマー   | 10    | 4     | 3     | 1     | 0     | 6     | 1     | +5    |
| 2     | ラオス       | 7     | 4     | 2     | 1     | 1     | 5     | 4     | +1    |
| 3     | 東ティモール | 6     | 4     | 2     | 0     | 2     | 10    | 6     | +4    |
| 4     | ブルネイ     | 6     | 4     | 2     | 0     | 2     | 6     | 7     | -1    |
| 5     | カンボジア   | 0     | 4     | 0     | 0     | 4     | 3     | 12    | -9    |

| 2012年10月5日 15:00 |

| カンボジア             | 1 - 5    | 東ティモール                                                   |
| ソクノン 90+1分 (pen.) | レポート | ムリロ 39分, 44分 · アデリーノ 57分, 73分 · アラン 87分 (pen.) |

| トゥウンナ・スタジアム（ヤンゴン） |

| 2012年10月5日 18:00 |

| ミャンマー                | 1 - 0    | ブルネイ |
| ヤン・アウン・ウィン 84分 | レポート |          |

| トゥウンナ・スタジアム（ヤンゴン） |

| 2012年10月7日 15:00 |

| 東ティモール | 1 - 2    | ミャンマー            |
| アラン 55分  | レポート | チー・リン 38分, 73分 |

| トゥウンナ・スタジアム（ヤンゴン） |

| 2012年10月7日 18:00 |

| ラオス              | 1 - 0    | カンボジア |
| パポウヴァニン 40分 | レポート |            |

| トゥウンナ・スタジアム（ヤンゴン） |

| 2012年10月9日 15:00 |

| カンボジア                  | 2 - 3    | ブルネイ                                                |
| ウドン 24分 · ボレイ 90+2分 | レポート | アミヌディン 56分 · ヘルミ 63分 · アズワン・サレハ 70分 |

| トゥウンナ・スタジアム（ヤンゴン） |

| 2012年10月9日 18:00 |

| 東ティモール                                       | 3 - 1    | ラオス              |
| ムリロ 43分 (pen.) · アデリーノ 51分 · アラン 83分 | レポート | パポウヴァニン 77分 |

| トゥウンナ・スタジアム（ヤンゴン） |

| 2012年10月11日 15:00 |

| ブルネイ      | 1 - 3    | ラオス                                                                    |
| ロスミン 26分 | レポート | ナムタヴイチャイ 34分 · サヤヴティ 61分 (pen.) · シムソヴァン 83分 (pen.) |

| トゥウンナ・スタジアム（ヤンゴン） |

| 2012年10月11日 18:00 |

| ミャンマー                                                            | 3 - 0    | カンボジア |
| チー・リン 59分 · カウン・シトゥ 65分 · ピャエ・フィオ・アウン 90+1分 | レポート |            |

| トゥウンナ・スタジアム（ヤンゴン） |

| 2012年10月13日 15:00 |

| ラオス | 0 - 0    | ミャンマー |
|        | レポート |            |

| トゥウンナ・スタジアム（ヤンゴン） 主審: アブドゥラ・アル・ザービ |

| 2012年10月13日 18:00 |

| ブルネイ                                    | 2 - 1    | 東ティモール |
| アディ 16分 · アズワン・アリ・ラーマン 76分 | レポート | ピント 79分  |

| トゥウンナ・スタジアム（ヤンゴン） 主審: 高山啓義 |